# Damien Pigeaud
Damien Pigeaud (11 de enero de 1984) es un deportista francés que compitió en tiro con arco, en la modalidad de arco recurvo. Ganó dos medallas en el Campeonato Europeo de Tiro con Arco en Sala, en los años 2008 y 2010.

## Palmarés internacional
| Campeonato Europeo en Sala | Campeonato Europeo en Sala | Campeonato Europeo en Sala | Campeonato Europeo en Sala |
| Año                        | Lugar                      | Medalla                    | Prueba                     |
| -------------------------- | -------------------------- | -------------------------- | -------------------------- |
| 2008                       | Turín (Italia)             | Medalla de oro             | Equipo                     |
| 2010                       | Poreč (Croacia)            | Medalla de bronce          | Equipo                     |